# Sardodesmus irregularis
Sardodesmus irregularis är en mångfotingart som beskrevs av Pius Strasser 1980. Sardodesmus irregularis ingår i släktet Sardodesmus och familjen plattdubbelfotingar. Inga underarter finns listade i Catalogue of Life.